# مورغانيلة
المورغانيلة (الاسم العلمي: Morganella) هي جنس من البكتيريا تتبع الفصيلة المورغانيلية من رتبة المعويات.

## أنواع المورغانيلة
- مورغانيلة مورغانية
- مورغانيلة متحملة للبرد